# Bayram Khan
Bayram Khan o Bairam Khan —en persa بيرام خان— (Badakhxan o Gazni vers 1512 - Patan, 1561) fou un noble turcman d'origen anatòlic (tribu baharlu, branca dels Kara Koyunlu) que va servir a la cort mogol sota els emperadors Humayun i Akbar on s'havia establert el seu avi i havia servit també el seu pare. Va portar el malnom de Khan Baba o Baba-am (Bon Vell). El seu pare Sayf Ali Beg havia estat governador de Gazni sota Baber.

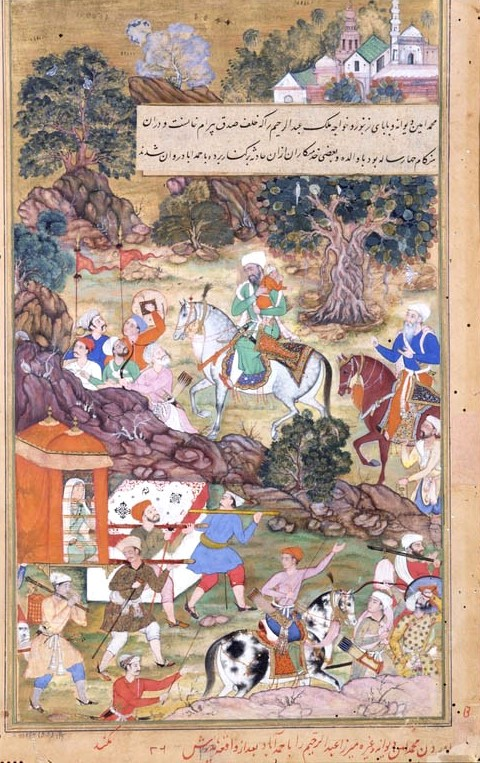
Vídua i fill

Bairam Khan va iniciar el servei a Humayun quan aquest era governador de Badakhxan (1529) i tenia uns 16 anys. Després el va acompanyar a l'Índia i va participar en les desastroses batalles de Chausa (Čawsa) el 1539 i de Kanauj (Kannawadj) el 1540 que van suposar derrotes completes per Humayun. Va fugir i es va refugiar amb el zamindar de Sambhal però els homes de Sher Shah el van trobar; el cap afganes li va oferir passar al seu servei però s'hi va negar i va poder fugir al Gujarat, mercès a un estratagema del seu company Abu l-Kasim governador de Gwalior (que li va costar la vida).
A la cort de Sultan Mahmud de Gujarat es va posar al servei d'aquest. Quan es va voler reunir amb Humayun va al·legar que volia anar a peregrinar a la Meca i li fou concedit permís i llavors va anar a Rajputana, va creuar el desert del Sind i es va retrobar amb Humayun a Djund (1543) una ciutat avui en ruïnes, on el desposseït emperador tractava de recuperar el tron. Humayun va anar a Kandahar a demanar ajut a son germà Mirza Askari, i on fou maltractat pel noble Tardi Beg quan Humayun li va demanar un cavall per la seva dona Hamida Banu Begam. Humayun va anar llavors a demanar ajut al xa de Pèrsia Tahmasp I i aquest va oferir a Bayram entrar al seu servei, cosa que va refusar per seguir al costat d'Humayun. En l'ofensiva d'Humayun del 1554 Bayram va guanyar diverses batalles com a comandant en cap, que van culminar amb la victòria de Maciwara (prop de Sirhind) sobre Sikandar Sur el 1555. Contra el costum no va esclavitzar a les dones i fills dels afganesos derrotats. Restaurat Humayun, Bayram fou nomenat tutor oficial (atalik) del jove hereu Akbar (de 13 anys) amb el títol de Khan Baba.
Bayram va acompanyar a Akbar al Panjab, del que el jove havia estat nomenat governador. Coneguda la mort accidental de Humayun, Bayram que estava lluitant a Lalanawr, districte de Gurdaspur, contra les restes dels Sur, va proclamar a Akbar com a emperador i allí mateix el va coronar sobre un tron improvisat. Mentre el cap militar dels Sur, Himu, va atacar Delhi, d'on va fugir el governador Tardi Beg, i Bayram el va fer executar per no haver defensat la ciutat (però probablement en venjança per l'ofensa al seu senyor Humayun a Kandahar). El 1556 Bayram va derrotar a Himu a la decisiva segona batalla de Panipat (1556) i va fer matar (decapitar) al general vençut que havia estat ferit. Destruït l'exèrcit afganès, l'Índia va quedar en poder d'Akbar. Sikandar Shah, assetjat a Mankot (moderna Ramkot a Jammu) es va haver de rendir.
El 1557 Bayram es va casar a Jalandhar, en segones noces, amb Salima Sultan Begum, cosina d'Akbar, filla de Gulrukh (germana d'Humayun). Ja estava casat anteriorment amb la filla del cap mewat Djamal Khan, que fou la mare de Mirza Abd al-Rahim Khan (khan-i Khanan) i el territori de Mewat havia estat donat per Bayram al seu lloctinent Pir Muhammad Shirwani.
Bayram va cometre un error greu al nomenar governador de Delhi a Shaykh Gadai Kamboh, un xiïta, quan tota la noblesa era sunnita. Els nomenaments de xiïtes fets per aquest, enfrontaments menors amb Akbar sobre les seves despeses, i la seva arrogància i sobrevaloració del serveis que feia, li van fer perdre el favor de l'emperador; Bayram es va adonar que la balança de poder a la cort anava en contra seva i amb l'excusa d'anar a peregrinar a la Meca (altre cop) va posar a la seva família en seguretat a Bhatinda i va anar a Jalandhar que volia conquerir, però fou derrotat per les forces lleials a l'emperador (1560) i va haver de retornar les insígnies del seu càrrec. Fou també privat del seu títol de khan-i khanan que fou donat a Munim Khan. Es va sotmetre humildement i fou perdonat en atenció als serveis prestats i va poder anar a la Meca (aquesta vegada de veritat) però fou assassinat pel camí (a Patan o Anhilwara) per Mubarak Khan Luhani (el pare del qual havia mort a la batalla de Maciwara) el 31 de gener de 1561. No va ser ni enterrat pel governador de Patan, Musa Khan Puladi, que inicialment l'havia acollit amigablement, i va haver de ser enterrat per la caritat del poble. La seva família va poder arribar a Ahmadabad sense res més que el que portaven posat. Per compensar la seva ingratitud, Akbar va afavorir després al seu fill Mirza Abd al-Rahim Khan.
Va escriure també poesia en turc i persa, fou un bon coneixedor de la religió (era xiïta) i va protegir els ulemes i als homes de lletres, poetes i artistes. El seu diwan fou publicat a Calcuta el 1910. Va escriure també panegírics glorificant a Humayun i Akbar.